# あさま山荘事件
あさま山荘事件または浅間山荘事件（あさまさんそうじけん）は、1972年（昭和47年）2月19日から2月28日にかけて、長野県北佐久郡軽井沢町にある河合楽器製作所（本社・静岡県浜松市）の保養所「浅間山荘」において連合赤軍の残党が人質をとって立てこもった事件である。

## 概要
1972年（昭和47年）2月19日、日本の新左翼組織連合赤軍の残党メンバー5人が、管理人の妻（当時31歳）を人質に浅間山荘に立てこもった。山荘を包囲した警視庁機動隊及び長野県警察機動隊が人質救出作戦を行うも難航し、死者3名（機動隊員2名、民間人1名）、重軽傷者27名（機動隊員26名、報道関係者1名）を出した。10日目の2月28日に部隊が強行突入し、人質を無事救出、犯人5名は全員逮捕された。人質は219時間（約9日）監禁されており、警察が包囲する中での人質事件としては日本最長記録である。
酷寒の環境における警察と犯人との攻防、血まみれで搬送される隊員、鉄球での山荘破壊など衝撃的な経過がテレビで生中継され、注目を集めた。2月28日の総世帯視聴率は調査開始以来最高の数値を記録し、18時26分（JST）には民放、日本放送協会（NHK）を合わせて視聴率89.7%（ビデオリサーチ・関東地区調べ）に達した。同日のNHKの報道特別番組（9:40 - 20:20）は、平均50.8%の視聴率（ビデオリサーチ・関東地区調べ）を記録した。これは事件から50年以上が経過した時点でも、報道特別番組の視聴率日本記録である。

## 浅間山荘の概要と現在
事件の舞台となった浅間山荘は当時、「軽井沢保養所浅間山荘」という名前で河合楽器製作所健康保険組合が所有しており、現在の軽井沢レイクニュータウン内にあった。軽井沢レイクニュータウンは1962年より開発が始まったリゾート別荘地で、多くのホテルが立ち並び、1963年には軽井沢湖という湖も完成し人気を博したが、山奥ということもあり、競合するリゾート地が現れ始めると徐々に人気が下火となっていった。
現在は当時の開発区域の一部だけが残っており、2007年には軽井沢湖のほとりに軽井沢レイクガーデンという英国式庭園が開業したが、かつてほどの賑わいはなく、山奥の静かな別荘地として存続している。

## 事件の発端

### 1971年
1970年代初頭、連合赤軍の前身である日本共産党（革命左派）神奈川県委員会（マスコミ通称「京浜安保共闘」）および共産主義者同盟赤軍派の両派は、それぞれ連続銀行強盗事件および真岡銃砲店襲撃事件を起こして資金や銃・弾薬を入手し、特異かつ凶暴な犯行を繰り返しながら逃走を続けていた。これに対し警察は、都市部で徹底した職務質問やアパートの居住者に対するローラー作戦を行いながら(真岡銃砲店襲撃事件が発生した1971年2月は「捜査強化月間」とされ、全国24万箇所の一斉捜査が行われた）、総力を挙げてその行方を追っていた。一方、一連の学園紛争が終焉を迎えた当時にあって、マスコミ関係者の間でも一部の公安担当記者らを除いては両組織の存在すら知られていなかった。
警察に追われていた両派のメンバーは、群馬県の山岳地帯に警察の目を逃れるための拠点として「山岳ベース」を構え、連合赤軍を旗揚げした。潜伏して逃避行を続けていたが、まもなく警察の山狩りが開始されたうえ、外部からの援助なども絶たれたため、組織の疲弊が進む。
1971年の年末から、山岳ベースにおいて「銃による殲滅戦」を行う「共産主義化された革命戦士」になるための「総括」の必要性が最高幹部の森恒夫や永田洋子によって提示され、仲間内で相手の人格にまで踏み込んだ自己批判と相互批判が次第にエスカレートしていき、「総括」に集中させるためとして暴行・極寒の屋外での束縛・絶食の強要などをされた結果、約2ヶ月の間に12名にも及ぶ犠牲者を出し（山岳ベース事件）、内部崩壊が進んでいた。同時に群馬県警察は350名を動員して大規模な山狩りを開始しており、県内の山岳ベースで息を潜めていた連合赤軍メンバーに対する包囲網は迫っていた。

### 1972年
1972年2月15日、近隣住民から「不審な火の手が上がっている」との通報を受けて駆けつけた群馬県警が榛名ベースの焼け跡を発見した。妙義山ベースに潜伏中であった坂口弘らは、直前まで事実上の拠点として使用していた榛名山ベース跡地発見のニュースをラジオで知ると群馬県警の包囲網が迫っていることを悟り、メンバーに迦葉山ベースの解体を指示するとともに資金調達のために上京していた最高幹部の森と永田と協議するべく、東京へ向かおうとした。
坂口弘・植垣康博ら5人は森・永田との合流のため東京で借りたレンタカーのライトバンで出発したが、妙義湖近くの林道で泥濘に嵌り身動きが取れなくなったところを付近を捜索していた警官2人に見つかり、職務質問を受ける。警官らは当初車両の脱出を手助けしていたが、指名手配されていた坂口・植垣ら3人は警官が目を離している隙に逃亡、残されたメンバー2人は9時間の車内での籠城の末（この間に車内の男女は警官らの呼びかけに一切応じず、缶詰を食べたり、放尿したりした）、迦葉山ベースを作った際に国有林の木を違法伐採したとする森林法違反（森林窃盗）容疑で逮捕された。
この間に運良く通りかかった工事用トラックに便乗し、ベースに戻ることができた坂口らは、留守をしていた6人のメンバーを引き連れて（合計9人）、森・永田不在のまま、急遽山越えにより群馬県を出て隣接する長野県の佐久市方面へ逃げ込むことにした。長野県では、まだ警察が動員されていないと思われていたためである。
同日、警察は迦葉ベース跡地も発見し、連合赤軍メンバーの足取りを徐々に掴みつつあった。事態を受けて、冬期は少人数しか配置されていなかった軽井沢署が限られた人員を割き、署長も含めた署員らが拳銃を携行して和美峠で逃走者を待ち構えていたが、連合赤軍メンバーは警察が警戒しているであろう道路を避け、あえて急斜面の沢を伝って移動する困難なルートを選択した。
ヘリコプターやパトカーをかわしながら雪山の道なき道を進んだ連合赤軍は、装備の貧弱さと厳冬期という気象条件が重なって山中で道に迷い、軽井沢へ偶然出てしまった。なお、警戒中の警官らによって、夜間に山中を移動しているメンバーの懐中電灯の光や夜が明けて残されていた足跡が発見されたが、あまりにも奥深い場所であったことや足跡の周辺の雪が崩れていたことなどから（メンバーは先導者の足跡を踏んで移動することで、足跡から判別できる人数を偽装していた）、いずれも「下山中の猟師だろう」「前日見落とした古い足跡だ」と判断された。仮に両者がこの時点で接触して銃の撃ち合いになっていた場合、ライフルを持つ連合赤軍に対し警察は拳銃で野外の銃撃戦を挑まねばならず、大きな被害を出していたであろうとも言われる。
一方、都内にいた森と永田も、榛名山・迦葉山ベース跡地が発見されたことを知って、坂口たちと合流すべく妙義山ベースに向かうが、既にベースを捨てて脱出した坂口弘らと入れ違いになり、2月17日に山狩りをしていた警察官に見つかり抵抗の末逮捕された。
2月19日午前、山中でビバークした連合赤軍メンバーは、植垣ら4名を偵察を兼ねた食料などの買い出しに町へ派遣した。しかし、軽井沢駅の列車内で、2手に分かれていた植垣グループは職務質問を受けた。一方は手製爆弾や実弾を所持しているのを見つけられて銃刀法違反の現行犯で逮捕され、もう一方も咄嗟に住所として答えた長野市内の地名がデタラメであることを地元出身の警官に見破られ、逃走を試みたが逮捕される。この逮捕劇の発端は、長期間入浴していなかったため悪臭を放っていたメンバーらを駅売店の店員が不審に思い、駅の助役に通報したことであった。
こうして29名いた連合赤軍メンバーは、ここに至るまでに12名が山岳ベースで殺害され、4名が脱走、8名が逮捕された結果、事件発生直前には坂口弘・坂東國男・吉野雅邦・加藤倫教・加藤倫教の弟（以降、「加藤弟」と表記）の5名を残すのみとなっていた。レイクニュータウン付近の雪洞で待機していた連合赤軍メンバーはラジオで4人の逮捕のニュースを知ると、自分たちが軽井沢にいることを悟るとともに警察の追跡を恐れて移動を開始した。捜査陣も逮捕者らがレイクニュータウン方面から来たことを聞き込みで突き止めて捜査網を狭めた。

## 事件の経過（浅間山荘への籠城から制圧まで）

### 2月19日
雪洞を出た連合赤軍メンバーは間もなく自分たちが別荘地の外れにいることを知る。軽井沢レイクニュータウンは当時新しい別荘地で、連合赤軍の持っていた地図にはまだ記載されていなかった。
2月19日の正午ごろ、メンバーは軽井沢レイクニュータウンにあった無人の「さつき山荘」に侵入し、台所などにあった食料を食べて休息したり、洗面や着替えをしたりしていたが、捜索中の長野県警察機動隊一個分隊（5人。レイクニュータウン近辺の別荘の捜査が行われていた）がこの建物を検索し、中に人がいることを察知すると、雨戸の外から外へ出てくるよう呼びかけた。坂口はこれに応答しないまま発砲、即座に機動隊側も拳銃を発砲してこれに応戦した後、吉野も参加して銃撃戦となった。加藤倫教が坂口に対し、警察官を包囲してパトカーを奪って逃走することを提案したが、坂口は何も答えなかったという。
15時10分ごろ、現場から犯人発見と発砲を受けている旨の緊急報が出され、軽井沢署の署長室にいた（署長は別の打ち合わせで不在）警備第二課長の北原薫明が居合わせたパトカーに飛び乗って現場に急行した（この時、北原はほぼ使ったことのないパトカーの無線機で「県下の無線は全部黙れ！」「東北信各署からできるだけ多数の人員を応援させられたい」と指示を出した）。
15時20分ごろ、メンバーは銃を乱射しながらさつき山荘を脱出し、自動車がある家を探す中で浅間山荘を発見した。この時、機動隊2人が連合赤軍メンバーに撃たれて負傷している。最初に侵入した坂口が管理人の妻を発見、管理人や宿泊客は外出していて山荘内は管理人の妻一人きりだった。坂口は管理人の妻に「騒いだり逃げたりしなければ危害を加えない」と繰り返し告げ人質として立てこもることにした。
吉野は管理人の妻の拘束に異議を唱え、車を奪って逃げることを提案したが、坂口は管理人の妻を人質として、警察に森と永田の釈放と浅間山荘のメンバーの逃走を保障させようと計画していた。しかし、吉野がそれに反対したため、この計画は断念されたが、皆が食事を取っていないこと、坂口自身が植垣に右の靴を貸してしまっていて履いてないことを挙げて、山荘にとどまる考えを示すと坂東も同調したため、最終的に吉野が坂口の意見に折れて籠城することが決定した。
坂口が車のキーの所在を人質に尋ねると、車のキーは出掛けている人質の夫が持っていると答えたために車での逃走も断念した（なお、連合赤軍5人の中に、車の運転免許を持っている者はいなかった）。事件後、車のキーは山荘の玄関で発見されたという。坂口は人質に対し、「人質ではなく、助けを求めた山荘の管理人」という説明を行い、以後この考えに縛られ人質を利用する考えを放棄せざるを得なくなった。警察側は、人質を取られているうえ十分な人員が到着しておらず、また別働の連合赤軍の呼応の恐れもあったため、突入できずに説得を試みている中、連合赤軍メンバーらは山荘内にバリケードを築いていった。
すでに逮捕され、本事件の勃発を知らされた連合赤軍リーダーの森恒夫は、渋川署員に対して「警察が全員射殺をしない代わりに、自分が立てこもっているメンバーを説得して投降させる」として現地に行かせるように要求したが、その前に供述するよう要求され、森はこれを拒否したため実現しなかったという。森はこの自身の行動を「敗北主義」「降伏主義」として事件後に自己批判している。

### 2月20日
2月20日、朝食後坂口、坂東、吉野の3人で今後の方針を協議。吉野が警察の包囲網を強行突破することを主張したが他の2人の反対に合い、自説を取り下げた。吉野は抗戦して殺害されることを念頭に置いてこのような主張をしたと逮捕後証言したという。坂口は人質を自分たちの逃走の取引に使うことを一度は提案したが、前夜人質に人質でないと説明したこと、山岳ベース事件の犠牲者への償いのためにも警察権力と闘うしかないと考えたことからこの考えを取り下げる。
坂口は「ここで徹底抗戦する。1日でも長く銃撃戦を闘う、警察官に降伏しない、1日でも長く抗戦を続けることに意義がある」と発言し、坂東・吉野もこれに同意した。「徹底抗戦をするのなら人質は必要ないのでは」と吉野が人質を解放する案を提案したが、坂口は身元が発覚することを理由に却下。実際は長く抗戦するためだったという。坂口が協議の結果を加藤兄弟にも説明した。
犯人たちは山荘内の食糧を集め、1か月は持つと考えていた。警察は、管理人夫婦の主人から山荘には20日分の食糧が備蓄されており、さらに6人の宿泊客のために食糧を買い込んでいることを聞いたため、兵糧攻めは無理と判断して説得工作を開始した。
8時40分と同46分に、上空のヘリに向けて犯人たちが発砲。午前11時過ぎから、装甲車の中より夫や親族による人質への呼びかけが行われた。
当初は人質を縛りつけ、口にはハンカチを押し込んで声が出ないようにしていたが、この日の午後、坂口が独断で縄を解いた。前日に人質に対して人質にするつもりはないと言ったことと、人質の緊縛姿が山岳ベース事件で縛られながらリンチ死した同志と重なったためであったという。坂口の独断による行動であったが他のメンバーは何も言わなかった。
人質も交えて夕食。加藤弟が電気ジャーで御飯が炊きあがってすぐ食べようとしたのを人質が「ご飯は少しそのままにしておいた方がおいしいよ」とたしなめ、加藤弟が素直に従い御飯が蒸れるのを待ってから人質の「もういいでしょう」の言葉を聞いてから食べるなど犯人と人質の間でちょっとした雑談があったという。

### 2月21日
2月21日、犯人5人は盗聴や人質から身元が割れることを警戒してコードネームを決めた。コードネームは、坂口は「浅間」、坂東は「立山」、吉野は「富士山」、加藤倫教は「赤城」、加藤弟は「霧島」であった。犯人たちはアジ演説も行わず電話にも出ず警察に何も要求せず、ただ山荘に立てこもって発砲を繰り返した。
14時過ぎ、人質の夫から妻への激励の手紙や果物を差し入れたいと申し出を受け、第九機動隊隊長の大久保伊勢男警視が丸腰で山荘の玄関前に果物籠を置く。犯人らの反応はなく、籠はそのまま放置された。犯人たちは盗聴器が仕掛けられているかもしれないとして受け取らなかった。
さつき山荘に残された指紋から吉野のものが発見され、警察は吉野と行動を共にしていた坂口も現場にいると判断し、2人の肉親を呼び寄せていた。午後5時ごろ、坂口・吉野の母が到着し、説得を行う。犯人らは全員ベッドルームでこれを聞いていた。坂口は人質に「俺の実家は花屋をしている。田舎だから村八分にされていると思う」と弱気な口調で話したという。
19時、山荘内のテレビでアメリカ合衆国ニクソン大統領の中国訪問のニュースを観た犯人らは衝撃を受ける。加藤倫教は後にこの時のことを自著でこう語っている。
19時半頃、警察の規制線を無断で越えた男が山荘に近付こうとしているのを発見され、逮捕される。男は新潟市内でスナックを経営する民間人で、警察は厳重注意のうえ23時20分に釈放。

### 2月22日
2月22日、午前、吉野の母が説得している最中に銃声。吉野の母が「お母さんを撃てますか」と言ったことに対し、吉野はさらに発砲。銃弾は吉野の母が乗る装甲車に当たり跳ね返った。涙を流す吉野に坂口は「君のお母さんはインテリだからよく話すね」と言い、後年後悔したという。
正午ごろ、画家の男とSBCの記者が警戒線を突破して山荘に近づこうとしているのを取り押さえられる騒ぎがあり、この隙に警察の包囲をすり抜けた前日の民間人の男が山荘の玄関先に現れ、「文化人」を名乗り人質の身代わりとなることを主張。前日に大久保警視が置いた果物籠をもって内部の犯人に呼び掛けだした。警察が「山荘の学生諸君。この人は警察官ではない。民間人だから撃たないように」と呼びかける。坂口は私服警官ではないかと疑いながら監視を続け、吉野が威嚇発砲を行うが後退せず。坂口は機動隊にウインクをするなどした男にさらに不審を感じ、遂に拳銃で狙撃。男は一旦倒れたが、すぐ立ち上がり自力で階段を這い上がり機動隊員に保護される。警察の呼びかけに男は「ああ痛え、オレか？オレは大丈夫だ」と答えていたが、実は脳内に弾が留まっておりその後容体が悪化、3月1日に死亡した（これにより、犯人が.38口径の拳銃を持っていることが判明した）。1人目の犠牲者。
14時40分ごろ、吉野と坂東の発砲により警察官2名が負傷。超望遠レンズを持たない長野県警の鑑識班員らが現場判断で関東管区機動隊の特型車の後ろに隠れて山荘に接近したところ、車両の速度と歩調があわず、更に凍った道路に足を取られるなどして車体の影から露出したところを狙撃されたもので、最初に散弾で分隊長が右膝を撃たれ、更に倒れた分隊長を救出しようとし駆け寄った隊員が首筋にライフル弾を受けた。この隊員は一命はとりとめたものの、口もきけなくなるほどの重傷を負った。この失態により警察内部の主導権争いで長野県警の旗色が悪くなり、長野県警本部長の野中庸警視監による判断で、幕僚団が指揮系統を押さえるとともに山荘周辺の警備実施は警視庁機動隊に任せることになった。
20時10分、米中首脳会談を見せるためにあえて電気をそのままにしていた 警察が山荘の送電を断つ。山荘内の部屋が真っ暗になると同時に外周に設置した投光器で山荘が照らされる。山荘から数発の発砲。以後、電気は切られたままだったがガスと水道は止まらなかった。
23時16分、投光器の照明灯が山荘から狙撃される。
この日、警察が山荘の玄関先にメガホンを置いて政治的主張を訴えるよう要請。人質を取りながら何も要求してこない犯人を不気味に感じたためだったという。吉野が訴えるよう主張するが、坂口は「黙って抵抗していくことが我々の主張となる」と拒否。

### 2月23日・24日
2月23日14時過ぎ、警官隊は山荘の三階玄関前に3台の特型警備車を配備し、強行偵察を開始。16時半ごろには二階風呂場に催涙ガス弾20発が撃ち込まれた。坂口はメンバーと人質にレモンを配り、人質を含めた全員が目の周囲、手の露出した部分にレモンをこすりつけた。警察は強行偵察の目的であった犯人の特定と人質の安否の確認は果たせなかった。
2月24日1時頃、犯人らを眠らせないための擬音作戦が開始される。作戦開始の合図として照明弾1発を発射する手はずとなっていたが、最初に点火した照明弾が燻るだけで打ち上がらないため別の照明弾を発射したところ、最初の照明弾が作動してしまい、「犯人らの突撃」を意味する2発の照明弾が撃ちあがってしまった。この日は長野県警が現場を受け持ち、残りの部隊は休息を取る予定だったが、慌てて緊急配備を敷いた警察は肩透かしを食う。
5時と6時に人質の親族による呼びかけ。人質は安心させたいからとバルコニーに立つことを要望し、吉野が顔だけでも見せてやったら良いのではないかと発言したが坂口は拒否。
さつき山荘に残された指紋から新たに坂東のものが発見され、この日9時半、坂東の母が警察の要請に応じて現場に到着し、説得。坂東は黙って聞いていたという。
正午ごろ、警察による山荘への放水が始まり、水圧で玄関のドアやバリケードが破壊される。犯人たちは散弾銃で応戦。

### 2月25日・26日
2月25日、深夜から警察による擬音作戦（録音テープによる銃撃音等の偽装攻撃）と投石が行われるようになり犯人たちは不眠に悩まされるようになる。
2月26日、前夜から濃い霧が発生していたため吉野がこれに乗じての脱走を提案。排水管や浄化槽などを調べるが脱走に利用できそうになかったため断念。
9時半、人質の親族が再び呼びかけ。人質が「顔だけでもいいから出させてください」と頼むが坂口はこの日もこれを拒否。坂口は人質に「どうして命を粗末に扱うのか」と問われるが、笑って答えなかった。また、人質から自分を楯にしないこと、裁判になった際にも自分を証人として呼ばないことを要求され、坂口はいずれも了承。坂口が人質のバッグに入っていた善光寺のお守りを人質に渡すと人質は自分で首に掛け、ベッドに横になった。
坂東が玄関右側にいる警官隊を見て「爆弾を投げつけて倒れた警官を引っ張り込んで人質に取ろう」と提案。坂口は「縛り上げて北側のベランダに吊るし上げておこう」と同意したが、爆弾を投擲するための穴を開けることが出来ず、断念。この他、玄関口のガス管を開放して機動隊が突入してきたときに爆破させる案も出されたが、玄関口が風通しが良いことから断念された。
夕方、山岳ベース事件の犠牲者寺岡恒一の両親が到着し、午後6時40分から呼びかけ。メンバー全員がベッドルームに集まりこれを聞いていた。寺岡の両親も警察もこの段階で寺岡がすでに死亡していることを把握しておらず、山荘内に立てこもっているものと考えていた。聞いていた犯人のうちの誰かが「この世にいない者の親を呼ぶんだからなぁ」と発言。坂口はこれを聞きながら「言いようのない胸の圧迫感」があったという。
夜、坂東がつまみ食いをするのを見たことをきっかけに吉野が坂口と坂東に対して強い不満を抱いていたことを坂口に打ち明け、坂東に総括を要求する。坂口は山岳ベース事件の犠牲者である吉野の妻に対する総括を求めてなだめる。最終的に坂口に促されて坂東が自己批判。
犯人たちは人質に対して警察側にも犯人側にもつかない「中立」の立場でいることを要求。「殺されるまで闘い抜く」と言う坂口に人質は「どうしてそんなに生命を粗末に扱うの？」と尋ねたが、坂口が「最後まで闘い抜いて死ぬことは意義あることだ」と答えると人質は押し黙った。犯人に促されるまま「中立を守ります」と言った人質ではあったが、坂口の目には「内実を伴っているように見えなかった」。

### 2月27日・28日
2月27日、この日も吉野の両親、寺岡の父による呼びかけ。午後、ラジオからの事件関係の放送がなくなる。「連合赤軍事件に関する取材・報道協定」が結ばれたためであった。26、27日と警察の接近行動が形ばかりのものになっていたため、犯人たちは全員で警察の出方を協議。結論は出なかったが明日はこれまでにない接近行動があるだろうと予測。
2月28日、5時、投石が止む。9時、警察による投降勧告。同じ頃、吉野があさま山荘の隣の芳賀山荘で数名の機動隊員が無防備で休憩しているのを発見し、散弾銃を構えたものの発砲はしなかった。
9時55分の最後通告の後、10時に機動隊が突入を開始。10時7分、犯人によるこの日初の発砲。機動隊員の大楯に当たり、銃撃戦が始まる。同時に警察はモンケンにより山荘の玄関脇の階段の壁に穴を空け、空いた穴に激しい放水を行う。
11時27分ごろ、放水の指揮をしていた警視庁特科車両隊中隊長の高見繁光警部（殉職により警視正に特進）が被弾（「吉野か坂東のいずれか」によるものとされたが裁判でも特定されず）。1時間後に死亡。2人目の犠牲者。坂口はこれをラジオで知ったが誰が撃ったのか知らなかった。
11時47分ごろ、第二機動隊伝令の巡査が坂東の狙撃により左目に被弾。後に失明する。
11時54分ごろ、3階の厨房に侵入し指揮していた第二機動隊4中隊長の警部が吉野と加藤倫教の狙撃により頭に被弾。坂口は法廷で聞くまでこれを知らなかったという。
11時56分ごろ、第二機動隊隊長の内田尚孝警視（殉職により警視長に特進）が坂東の狙撃により被弾し、午後4時1分死亡。3人目の犠牲者。
内田尚孝警視重体の報はラジオを通して山荘内にも伝わり、人質は「銃を発砲しないで下さい。人を殺したりしないで下さい。私を盾にしてでも外に出ていって下さい」と必死に呼びかけた。これに対し坂口は動じたものの、取り合わずに洗面所側と屋根裏のメンバーに向かって「おーい、上の方（階級が高い警官）をやったぞ」と伝えた。
12時30分過ぎ、警察の作戦行動が休止したため、犯人全員がベッドルームに集まり、空いた穴の応急処置、食事。この頃には加藤倫教はすでに戦意を喪失しており、事件が早く終息して、弟の罪がこれ以上重くならないことを望んでいたという。
12時45分ごろ、山荘にカメラを向けていた報道陣に坂口が威嚇発砲。信越放送の記者が被弾したことを知り、坂口は驚く。
14時40分ごろ、厨房にたむろしていた機動隊を発見した吉野の進言により坂口が鉄パイプ爆弾を投擲。第二機動隊4中隊の分隊長が右腕を砕かれる重傷を負った他、他4名が全治数日の聴覚障害を負った。
15時半ごろ、警察による放水が再開され、撃ち込まれたガス弾により催涙ガスが山荘内に充満。催涙ガスにより呼吸ができなくなり、窓を叩き割った坂口は目の前に見える浅間山を見て、浅間山荘という現場の名前の由来をこの時初めて知ったという。
15時58分ごろ、第二機動隊第2小隊巡査2名が坂口、坂東、吉野のいずれか（裁判でも特定されず）の銃撃により顔面に被弾。
17時ごろ、機動隊がベッドルームに接近。バリケードを少しずつ排除していった。
17時20分ごろ、第九機動隊巡査が坂口と坂東の銃撃により被弾。
17時55分ごろ、第九機動隊巡査部長が坂口、坂東、吉野の乱射により顔面に被弾。
やがてベッドルームの壁に穴が開けられ、28人の機動隊員が突入。18時10分ごろ、犯人一斉検挙のため先頭を切って突入した第9機動隊巡査が坂東の至近距離からの銃撃により右眼に被弾。後に右目失明。
その直後の機動隊突入により18時10分犯人全員逮捕、人質無事解放となった。犯人たちは報道陣の罵声を浴びながら連行された。この時、坂口は山越えで靴が破れていた植垣に靴を貸していたため雪の降る中を裸足で歩いて行ったという。
加藤倫教は連行された時の感情を以下のように記している。
18時過ぎ、朝からテレビの実況中継を見ていた坂東の実家では、坂東逮捕が報じられると、父親が席を立ち、しばらく後に首を吊って死亡しているのが発見された。

## 警察の対応

### 初期対応
全国を股にかけ逃走を続けた連合赤軍に対し、警察庁では警備局・刑事局・全国の各管区警察局などが陣頭指揮を執り都道府県警察と総合調整を図って捜査していた。
そして、連合赤軍一派と遭遇し、銃撃戦に応戦した長野県機一個分隊の至急報を受けた長野県警察本部では、全県下の警察署に対し重大事案発生の報と共に動員をかけ、軽井沢への応援派遣指令を出した。まず、山荘周辺の道路封鎖と強行突破を防ぐための警備部隊の配置、連合赤軍残党の捜索を行うための山狩りと主要幹線道路の一斉検問実施、国鉄及び私鉄各線の駅での検問など、県警として考えうる限りの対応を実施した。
また、長野県軽井沢にて連合赤軍発見の急報を無線傍受していた警察庁では、直ちに後藤田正晴警察庁長官の指示により、人質の無事救出（警備の最高目的）・犯人全員の生け捕り逮捕（射殺されたメンバーが殉教者扱いされる事を避ける）・身代わり人質交換の拒否・火器使用は警察庁許可（「犯人に向けて発砲しない」ことを大前提とした）などの条件が提示され、長野県警察の応援として警察庁・警視庁を中心とする指揮幕僚団の派遣を決定する。後藤田は20日朝に開かれた記者会見で「なんとかしてxx（人質女性）さんを無事救出したいという気持ちでいっぱいである。この事件が凶悪犯罪であることは間違いないが、彼ら（連合赤軍）はもともとインテリなのだから、彼らの心に訴えて慎重な作戦を取り、できるだけ血を見ないで解決したい」と述べている。
警察庁からは、長野県警察本部長・野中庸（いさお）警視監と同格の丸山昂（こう）警視監（警備局参事官）を団長として、警備実施及び広報担当幕僚長に佐々淳行警視正（警備局付兼警務局監察官）、警備局調査課の菊岡平八郎警視正（理事官・広報担当）、情報通信局の東野英夫専門官（通信設備及び支援担当）、また、関東管区警察局からも公安部長樋口俊長警視長など数人が派遣されている。
警視庁からは、機動隊の統括指揮を行うため石川三郎警視正（警視庁警備部付）、広報課長國松孝次警視、梅澤参事官（健康管理本部・医学博士）など他にも多数の応援が向かった。
後日、佐々幕僚長の要請で警視庁警備部の宇田川信一警視（警備第一課主席管理官・警備実施担当）が現場情報担当幕僚として派遣される。また、宇田川警視もコンバットチームと呼ばれる警視庁警備部の現場情報班を軽井沢に招集する。
機動隊関係では、事件発生当日の警視庁の当番隊であった第九機動隊（隊長・大久保伊勢男警視）が急遽軽井沢へ緊急派遣された。しかし、東京の環境での装備しかないため、冬期の軽井沢では寒さの対策に苦慮した。そこで追加派遣に第二機動隊（隊長・内田尚孝警視）が選ばれ、先に現着している九機の現地での状況も考慮し、寒冷地対策を徹底して軽井沢に向かった。
第二機動隊が追加派遣された理由については諸説あるが、当番隊として先着していた第九機動隊は当時まだ新設されたばかりであり、石川と内田は元上司と部下の関係で互いに気心が知れており、しかも、警視庁予備隊時代から基幹機動隊として歴戦の隊であるため派遣要請されたのではという説もある。九機も現着した二機と一旦交代し、一度東京へ戻り寒冷地対策をして再び軽井沢に向かった。さらに警視庁からは、防弾対策・放水攻撃実施などの支援のため特科車両隊（隊長・小林茂之警視)、人質の救助、及び現場での受傷者の救助の任務のため第七機動隊レンジャー部隊（副隊長・西田時男警部指揮）も追加派遣されている。
警察は、当初は犯人の人数もわからず、また人質の安否もわからないまま、対応にあたることになった。後藤田長官の方針としては、当地の長野県警察本部を立てて、幕僚団と応援派遣の機動隊は後方支援的な立場とされていた。しかし、現地の長野県警察本部では、大学封鎖解除警備などの大規模な警備事案の警備実施経験がなく、装備・人員等も不足しており、当初から長野県警察本部での単独警備は困難であるとの見解を警察庁は有していた。だが、どうしても地元縄張り意識が強く、戦術・方針・警備実施担当機動隊の選定などで長野県警察本部と派遣幕僚団との間で軋轢が生じ、無線装置の電波系統の切り替えや山荘への偵察実施の方法など、作戦の指揮系統についても議論が紛糾した。
結果的には、長野県警察本部の鑑識課員などが幹部に報告せずに、被疑者特定のための顔写真撮影を目的とした強行偵察を行おうとした際、機動隊員2名が狙撃され、1名が重傷を負ったこと、包囲を突破した民間人が山荘に侵入しようとして犯人から拳銃で撃たれ（2月24日）、死亡（3月1日）したこと、さらに無線系統の不備や、強行偵察時の写真撮影の不手際など長野県警察側の不備が露呈し始めたことから、作戦の指揮は警視庁側を主体に行われていった。

### 制圧作戦
包囲のなか、警察側は山荘への送電の停止、騒音や放水、催涙ガス弾を使用した犯人側の疲労を狙った作戦のほか、特型警備車を用いた強行偵察を頻繁に行った。また、立てこもっていると思われた連合赤軍メンバーの親族（坂口弘の母、坂東國男の母、吉野雅邦の両親、寺岡恒一の両親）を現場近くに呼び、拡声器を使って数度にわたり説得を行った。犯人の親は説得において、事件の最中の2月21日にリチャード・ニクソンアメリカ合衆国大統領が中華人民共和国を訪問しており、国際社会が変わっていることをあげた。なおニクソン訪中のニュースについては犯人側もテレビで見ていた。初めは冷ややかに母親たちの説得を聞いていた機動隊員らも、子を思う親の愛情の深さに涙を流したといわれる。しかし、犯人は警察が親の情を利用したとして逆上し、親が乗っていた警察の装甲車に向けて発砲した。
長時間の検討の結果、クレーン車に吊った解体用の鉄球で山荘の壁と屋根を破壊し、正面と上から突入して制圧する作戦が立案された。建物の設計図などの情報が提供されて、作戦実施が決定された。警察は情報分析の結果、3階に犯人グループ、2階に人質が監禁されていると判断し作戦を立案した。そこで破壊目標は山荘3階と2階を結ぶ階段とし、3階の犯人達が人質のいる2階（実際は人質も3階にいた）へ降りられなくするために、まず階段のみを限定的に破壊した。鉄球の威力が強すぎると、山荘自体が破壊され崖の下へ転落する恐れがあったため、緻密に計算された攻撃であった。なお、強行突入を前に山荘内のラジオなどで情報漏洩を防止するため、報道機関と報道協定を締結している。
次に3階正面の各銃眼を鉄球で破壊し、さらに屋根を破壊してからクレーンの先を鉄球から鉄の爪に付け替え屋根を引き剥がし、特製の梯子を正面道路から屋根へ渡して上から二機の決死隊を突入させる手筈だった。また、下からは1階を警視庁九機、人質がいると思われる2階を長野県機の特別に選抜された各決死隊の担当で、予め山荘下の入口から突入させて人質救出・犯人検索を実施という手筈だった。しかし、実際には人質は3階で犯人と共におり、また、山荘破壊途中にクレーンの鉄球も停止して再始動不能になってしまい、作戦の変更を余儀なくされた。鉄球作戦の効果は2階と3階の行き来を不可能にさせたことと、壁の銃眼を壁ごと破壊するに留まった。
鉄球が停止した理由は、公式には「クレーン車のエンジンが水をかぶったため」とされているが、これは現場警察官の「咄嗟の言い訳」であり、本当は「狭い操作室に乗り込んだ特科車両隊の隊長が、バッテリ・ターミナルを蹴飛ばしたため」であるといわれる。本来、屋外で使用されるクレーン車であり、多少の水がかかった程度では問題は起きない。
当時の警視庁第九機動隊長であった大久保伊勢男は、鉄球作戦は失敗であったと回想している。佐々も作戦中にクレーンが故障したため十分な効果を得られなかったとしている。
ただしこの故障説については作戦に関わった土木会社の関係者によると、故障ではなくて車両そのものが問題だったとしている。そもそもこのクレーン車は警察車両ではなく、アメリカ軍の払い下げ品を地元の民間会社が使用していたもので、そこに同民間会社の敷地内にあった資材から鉄板を切り出して操縦席に取り付けるなど、防弾のための改造を急遽施したものだった。またモンケンにしても専用の車両ではなく、単なるクレーン車のフック部分にケーブルで補強した上で鉄球を取り付けた代物だったため、ほぼ一回限りの動作が前提であった事を鉄球作戦に車両を提供および操縦した白田組関係者がテレビ番組、模型雑誌 および自動車雑誌 で明かしている。

## 事件の収束
2月28日午前10時に警視庁第二機動隊（以下「二機」）、同第九機動隊（以下「九機」）、同特科車両隊（以下「特車」）及び、同第七機動隊レンジャー部隊（七機レンジャー）を中心とした部隊が制圧作戦を開始。まず、防弾改造したクレーン車に釣った重さ1トンの鉄球にて犯人が作った山荘の銃眼の破壊を開始。直後に二機が支援部隊のガス弾、放水の援護を受けながら犯人グループが立てこもる3階に突入開始（1階に九機、2階に長野県警機動隊が突入したが犯人はいなかった）。それに対し、犯人側は12ゲージ散弾銃、.22口径ライフル、.38口径拳銃を山荘内から発砲し抵抗した。
突入した二機四中隊（中隊長・上原勉警部）は築かれたバリケードを突破しつつ犯人グループが立てこもる部屋に接近した。作戦は当初順調に進んだが、作戦開始から1時間半後から2時間後にかけて、鉄球攻撃及び高圧放水攻撃の現場指揮を担当していた特車中隊長・高見繁光警部、二機隊長・内田尚孝警視が犯人からの狙撃を頭部に受け、数時間後に殉職。さらに山荘内部で上原二機四中隊長が顔面に散弾を受け後退したのを皮切りに突入を図った隊員数名が被弾して後退した。その他、ショックによる隊員達の混乱、犯人側の猛射、クレーン車鉄球の使用不能等が重なり、作戦は難航した。
内田二機隊長が撃たれた後に警察庁から拳銃使用許可が下りたものの、現場の混乱もあって命令が上手く伝達されず、結局数名の隊員しか発砲しなかった（威嚇発砲のため犯人には当たらず）。狙撃班も配備されていたものの、射程が長く殺傷力の大きな狙撃銃の使用は長官許可とされていたため、結局使用されなかった。ただしこの拳銃使用許可を受けて、狙撃班長・保坂調司警部により、屋根裏部屋の銃座に対する威嚇射撃が行われた。この銃座は二機隊長・内田尚孝警視を始めとして多くの犠牲を出していたが、この威嚇射撃を受けて射手が退避し、無力化された。
しかしその後も、犯人側は鉄パイプ爆弾を使用するなどして隊員達の負傷者は増えた。作戦開始5時間半後、作戦本部の意向により、隊長や中隊長が戦線を離脱し指揮系統が寸断された二機を1階2階を担当とし、無傷の九機で3階に突入することを決定。また、放水の水が山荘中にかかった事から、夜を越すと犯人と人質が凍死する危険があったため、当日中の人質救出・犯人検挙を決定した。また当初は士気に関わるとして、部隊指揮官の意思を尊重する形でヘルメットに指揮官表示をしていたが、指揮官が次々と狙撃されていったことから、途中からヘルメットの指揮官表示を外すことを決定した。
作戦開始から7時間半後の午後5時半から、放水によって犯人が立てこもる部屋の壁を破壊する作戦が取られ、午後6時10分、九機隊長・大久保伊勢男警視から一斉突入の命令が下り、数分の後、犯人全員検挙、人質無事救出となった。
逮捕時、犯人側には多くの銃砲や200発以上の弾丸、水で濡れて使用不能になった3個の鉄パイプ爆弾、M作戦（銀行強盗）などで収奪した75万円の現金が残っていた。
事件収束までの犠牲者は、警視庁の高見繁光警部（二階級特進・警視正）と内田尚孝警視（二階級特進・警視長）の2人、そして「犯人を説得して人質を解放する」という意思で山荘に近づいた民間人1人が死亡した。また、機動隊員と信越放送のカメラマン計16人が重軽傷を負った。重傷者の中には、失明など後遺症が残った者もいる。また、坂東國男が逮捕される直前、彼の父親が自宅のトイレで首吊り自殺している。父親の遺書には人質へのお詫びと残された家族への気遣いが書かれていた。

## 事件の被害および長期化の要因
籠城側に有利な地形であったこと
山荘は切り立った崖に建設され玄関前は平地（道路）であったため、図らずも難攻不落な要塞のような構造であった。更に付近には長時間の見張りや休憩などが可能な他の建築物も無かった。これらの地形によって「確報を得るための接近」や「突入」がまともにできない程に苦戦を強いられた。佐々淳行は著書の中で、この山荘を「昭和の千早城」と評している。
犯人たちがただ銃の発砲や爆弾の投擲を繰り返したこと犯人たちは、警察の要求を一切聞き入れぬばかりか一切の主張や要求をしなかったため、気味悪がった警察は「犯人の人数」や「犯人と人質の山荘内での位置」、「人質の安否」などの突入作戦に必要な確報を収集するために何度も突入を延期して偵察を繰り返したが、結局まともに接近できずその多くは制圧後まで収集できなかった。後に犯人自身や犯人を知るメンバーなどは「交換条件の提示は考えておらず、『警察を相手に殲滅戦を展開した末に死ぬんだ』という意識しか無かった」と供述している。
警察側が銃の使用を制限したこと犯人が頻繁に発砲してくるのに対し、警察は発砲を突入直前まで許されなかった。警察側は「火器使用は警察庁許可（銃の使用には警察庁からの発砲許可が逐一必要）」という制限を設け、犯人を射殺せずに生け捕った。人質の無事救出が最重要目的であり、人質に流れ弾が命中する懸念もあるが、以下の二つが大きな理由である。
・射殺された犯人を英雄視する者の出現を恐れたこと犯人の射殺や自害など「警察との戦いで犯人が死亡」によって、犯人が「殉教者」として神格化され他の集団やメンバー等に影響を与える可能性があると考えられた。1960年の安保闘争で死亡した樺美智子や1970年の上赤塚交番襲撃事件で射殺された柴野春彦などの事例が想定されていた。
・射殺した警官が殺人罪で告発される懸念があったこと本事件の2年前（1970年）に発生した瀬戸内シージャック事件の際には、犯人を射殺した警官が自由人権協会所属の弁護士から殺人罪などで告発され、その裁判の行方をマスコミは実名・顔写真を公開しながら報道した。「射殺は正当防衛」として告発は不起訴とはなったが、マスコミに吊し上げられる形となった警官は退官した。この事件の二の足を踏み、本事件では犯人を生け捕る方針で対応している。
ヘルメットの意匠が目立ったこと事件現場での隊長・副隊長のヘルメットの意匠は指揮を円滑に進める為に当時は少し変わっていた。それが災いし犯人に隊長格を特定・狙撃され、突入部隊の指揮系統が崩壊し混乱する隊員が続出した。
盾に防弾機能が無かったこと当時はまだ技術的に防弾盾は開発されていなかった。事件に使われたジュラルミン製の盾は暴動用で「犯人の体当たり」や「投石などの投擲物」、「鈍器による打撃」や「刃物による刺突・斬撃」などはある程度防げるが、弾丸は貫通するため防弾用に盾を2枚重ねて突入した。だが重量が2倍となったことで隊員の動きが鈍り、盾の覗き穴越しからは前が見え難くなってしまった。前述のヘルメットの事情もあり、前方確認の為に盾から顔を出した際に頭部を狙撃され死傷した警官が続出したため、結果的に被害の大きな要因となった。
指揮命令系統の混乱前述した長野県警と警視庁の縄張り争いに加え、突入当日は二機幹部に対する狙撃や、伝令や無線手が隊長に付き従い後退したこと、無線機で使用される乾電池の機能停止などが重なり、指揮所からの司令が前線に届かない状況が度々発生した。佐々によれば、拳銃の使用許可が出たあとも前線に一向に伝わる気配がなく、結局佐々が自ら前線に向かい許可の旨を伝えたという。また午後5時半からの放水についても、佐々は「野中本部長・丸山参事官から指揮権の移譲を受けた上で、最前線指揮所で自分が命令した」としているが、一部では「佐々が指揮系統を乱し、勝手に放水を命令した」として問題視する向きもある。

## 事件後の情勢
連合赤軍の崩壊
あさま山荘事件での犯人逮捕で、連合赤軍は幹部全員が逮捕され、事実上崩壊した。逮捕後の取り調べで、仲間内のリンチ殺人事件（印旛沼事件・山岳ベース事件）が発覚し、世間に衝撃を与えた。また、逃走していた他のメンバーも次々と出頭し、全メンバーが逮捕された。また、当時はベトナム戦争長期化に伴う反戦運動もあって連合赤軍に共感を覚える声もあったが、この事件とその後発覚したリンチ殺人事件で世論の支持を完全に失っていった。
犯人の釈放＆再犯
1975年の日本赤軍によるクアラルンプール事件の際には、本事件の犯人の一人である坂東國男が「超法規的措置」によって釈放され、日本赤軍に合流した（坂口弘も日本赤軍から釈放要求されていたが、自らが法廷闘争を望み留まった）。その後坂東は、日本赤軍として1977年9月28日にはダッカ事件を引き起こし、日本政府に「身代金（600万ドル）の支払い」および「超法規的措置により囚人9名の釈放」要求し受け入れさせた。そして現在も行方不明で国際指名手配中である。
特殊部隊の創設
本事件と同年（1972年）の5月30日にイスラエルでアラブ赤軍（後の日本赤軍）が起こしたテルアビブ空港乱射事件で犯人が自爆した。その影響を受けてか9月5日に西ドイツでミュンヘンオリンピック事件が発生し、犯人の自爆によって人質全員が殺害され日本国内にも衝撃を与えた。事件後に警察庁は全国の都道府県警察に通達を出し、「銃器等使用の重大突発事案」が発生した際、これを制圧できるよう特殊部隊を編成することとした。
ダッカ事件の際、日本政府は犯人の要求を受け入れた。だが直後に起こったルフトハンザ航空181便ハイジャック事件での西ドイツ政府の強行手段（特殊部隊GSG-9による犯人射殺）と対照的だったため、国内外から厳しい批判を受けた。この事件に対する教訓から、同年、政府は警察にハイジャック対策を主要任務とする特殊部隊を創設した。この部隊が1996年にSATと呼ばれるようになった。
ヘルメットの意匠
前述の通り、事件現場での隊長・副隊長のヘルメットの意匠は、指揮を円滑に進める為に当時は少し変わっていた。それさえ理解していれば容易に隊長格を特定して狙撃し、指揮系統を混乱させる事が可能だった。事件後にはこれらの問題点からヘルメットによる明確な識別は撤廃され、現在はヘルメット後頭部にある階級線によって識別が可能になっている。
事件後の人質
事件後報道合戦が過熱する中、入院した人質女性はマスコミの取材等は一切の断絶状態で長野県警察本部に厳重に警護されていたが、精神科医の問診や警察の事情聴取の模様等が、特ダネとして新聞に次々とスクープされた。これは、病室のベッドの下に仕掛けられた盗聴器を使用して警察や他社を出し抜いていたものであり、電池の交換に来た記者が病院に侵入したところを取り押さえられたことで判明したが、大物記者らによる必死のもみ消し工作の甲斐あってか、表沙汰にはならなかった。
3月1日に開かれた短時間の記者会見で「退院したらまず何をしたいか」という問いに対し、「みんな（※家族や友人）と一緒に遊びたい」と発言した。気が動転している中でなされた女性の発言の一部がセンセーショナルに切り取られたうえ、女性が所持していたお守りを夫が勘違いで「犯人から貰ったもの」と別の記者会見で語ってしまっていたこともあって、あたかも犯人達と心の交流があったかの如く報道された。この結果、女性は広く世間の批判を受けることとなる。
この会見後、女性のもとへの激励の手紙が激減し、逆に「（病院で食欲を尋ねられ、うどんを所望していたのに対して）うどんが食べたいとか、遊びたいとは何事だ」や「お前の為に警官が死んでいるのに何を考えているのか」等の文言やカミソリの刃を同封した脅迫の手紙が届くようになり、週刊誌は女性のプライベート情報や虚偽の内容を織り交ぜて『ウソ泣きxx（女性の名前）』や『偽善者』と書き立てた。
女性は後に「事件発生から最初の数日間はごった煮みたいなものを一日一食食べさせられたが、26日頃からはコーラ1本しかもらえなかった」
女性は予め夫が目を通して問題が無かった手紙のみを渡されていたが、精神的に不安定になっていった。女性は衰弱しながらも3月11日にそれまでの報道を否定する記者会見（全国からの励ましへの感謝、殉職警官の遺族への「お詫び」の意向、監禁中は常に拘束と監視を受け生命の危機にさらされていた旨）を涙ながらに行った。それ以後、女性はマスコミとの接触を拒むようになった。
3月1日に東京で殉職警官の合同葬が行われた時、女性は病室から浅間山荘の方角に向けて黙祷を捧げながら涙を流していたという。また退院直後には山荘に直行し、殉職者の祭壇に跪き「申し訳ありません」と泣き崩れた。
犯人の一人である加藤倫教は事件後に出した著書で、「不安や恐怖心と懸命に戦い自分を保とうとしている様子だったが、やがて精神的なショックからか籠城の後半からはあまり食事も取らなくなりベッドルームで寝ていることが多くなった」と籠城中の女性の様子について綴っている。
警察内部での評価
事件解決直後、警察庁内部では「たかが5人に1500人もの警官が10日間も動員され、しかも殉職者2名・負傷者24名を出した」という結果から「あさま山荘警備は大失敗」という評価が一時広がったという。実際丸山・佐々の二人は事件の責任を取って辞職する腹積もりを固めていた。ただ、後藤田長官が「ようやってくれた。お礼を言います。ご苦労様でした」と結果を肯定してくれたことで、二人は辞意を撤回した。
その他の関係者のその後
- 佐々淳行は初代内閣安全保障室長に就任。退職後は危機管理の専門家・評論家として活動していた。特殊部隊創設に関し、西ドイツ（当時）のGSG-9の全面協力を得られたのは佐々の尽力がとても大きい。
- 亀井静香警察庁警備局公安第三課課長補佐は、2017年まで衆議院議員を務めていた。
- 國松孝次警視庁広報課長は後に警察庁長官に就任したが、在任中何者かに狙撃されている（警察庁長官狙撃事件）。
- 佐々の伝令だった後田成美巡査は後に、元衆議院議員山本有二の政策担当秘書を務めている。
- BS朝日で報道されたドキュメンタリー「あさま山荘事件 立てこもり犯の告白 〜連合赤軍45年目の新証言〜」で、連合赤軍の元メンバーは、親戚の叔父に言われた「社会を正しく導くというが、お前たちは誰か一人でも救ったのか?」という一言で活動を辞めていた。山荘に立てこもった内で当時は未成年だった青年が事件後15年の刑期を終えた後に45年ぶりにテレビ出演した。彼は60代の老人だったが現在は自民党の党員になって保守思想へ転向していた。連絡の取れる元メンバーらは転向していたことなどが明かされた。

浅間山荘その後
事件後10年ほどは、浅間山荘は観光名所となり、観光バスのコースにもなっていた。その後、大半を取り壊して建て直され、アートギャラリーとなったのち中国企業を経て、2022年時点では香港に本部を置く慈善団体「正生会」の所有となっている。2022年2月にはマスコミに対して内部が公開された。

## 裁判
本事件の裁判は山岳ベース事件や革命左派単独の同志粛清事件である印旛沼事件等も含めた各メンバーが関与した事件全体に対して行われた。当初、本事件の犯人は中等少年院送致が決まっていた加藤弟以外の4人全員が共同の弁護団による統一公判で裁判に臨んだ。
しかし、徐々に被告間で事件に対する認識の齟齬やそれによる軋轢が生じたり、坂東國男の超法規的措置による釈放・国外逃亡による離脱などの事情もあり、最終的には統一公判組（坂口・永田洋子・植垣康博）と分離公判組（吉野・加藤倫教）に分かれることになった。
統一公判組の第一審判決において中野武男裁判長は本事件を「追い詰められ、逃げ場を失った暴徒が、血迷ったあげくに敢行した居直り強盗と評するほかはない蛮行であって、革命などとはなんら関係がない」とし、「これを権力に対する殲滅戦とか、内乱を目的とした戦闘などと主張するのは、まことに笑止千万、牽強付会もはなはだしいというべきである。ここには革命の大義名分などは微塵もなく、ただ血に飢えた暴徒による無差別的殺戮があっただけである」と断じた。
坂口に対しては本事件の「総指揮者」と位置付けた上で「犯行全部に共同正犯の責任を負うことは当然」とし、2人の警察官が射殺されたことだけをみても「万死に値する」とされた。統一公判組の控訴審においても坂口は「自ら主唱してかつ主導して山荘内からの徹底抗戦を打ち出し、拠点としたベッドルーム内において逐次状況を把握しつつ他の者らを指揮しかつ督励して警察官に対する殺害行為を行った者であるのに照らすと、被告人坂口は共犯者の所為によるものをも含めて厳しく責任を問われるものである」とされた。
本事件に関係した被告では、坂口弘は死刑、吉野雅邦は無期懲役、加藤倫教（逮捕時19歳）は懲役13年とそれぞれ判決が確定し、加藤弟（逮捕時16歳）は中等少年院送致となった。なお、坂口への最高裁判所の判決は1993年2月19日で、あさま山荘事件発生からちょうど21年であった。
国外逃亡した坂東國男は現在も国際手配されている。警察関係者や評論家の中には、「坂東が逮捕されるまであさま山荘事件は終わらない」と考えている者もいる。

## エピソード
カップヌードル
事件当時の現場は、平均気温が摂氏マイナス15度前後で、機動隊員たちのために手配した弁当は凍ってしまった。地元住民が炊き出しを行い隊員に温かい食事を提供したエピソードがあるが、実際にこれにありつけたのは外周を警備していた長野県警察の隊員のみであり、最前線の警視庁隊員に配給されるころには、炊き出したカレーライスも蝋細工のように凍っており、相変わらず凍った弁当しか支給できなかった。
やむなく、当時販売が開始されたばかりの日清食品のカップヌードルが隊員に配給された。手軽に調達・調理ができた上に、寒い中長期間の勤務に耐える隊員たちに温かい食事を提供できたため、隊員の士気の維持向上に貢献したといわれている。
もっとも、佐々淳行の著書によれば、カップヌードルは警視庁が補食として、隊員に定価の半額で頒布したものであるが、当初長野県警察・神奈川県警察の隊員には売らず（警視庁の予算で仕入れ、警視庁が水を汲んで山に運び、警視庁のキッチンカーで湯を沸かしたからというのがその理由）、警視庁と県警の軋轢を生んだ。
このカップヌードルを食べる隊員達の姿が、テレビの生放送で幾度も大写しで報じられ、平均視聴率50％を超える注目度もあって、同商品の知名度を一挙に高めた。直後から他県警や報道陣からの注文が相次ぎ、それがさらに大きく報道されたことで、カップヌードルの売上は爆発的に伸びて一躍ヒット商品となった。
モップル社
2月22日、浅田光輝（立正大教授）・丸山照雄（僧侶）・水戸巌（東大助教授）・木村荘（弁護士）らが「救援連絡センター・モップル社」と名乗り、立てこもり犯との交渉を名目として野中庸本部長に面会を求めてきた。
応対した佐々によれば、「身の安全については自己責任の原則」「対話にあたっては通牒にわたることはしない」「現場の警察官の指示に従うこと」の3点について書面で誓約することを条件に立てこもり犯への説得をすんなりと認めると、高圧的な態度で臨んできた彼らは動揺しだし、「あのう、彼らは我々に向かっても撃つでしょうか」と佐々に尋ねてきた。佐々が「そりゃあ撃ちますとも。実の親に向かって発砲する手合いですからね。ではどうぞ気を付けて行ってらっしゃい」と言うと「東京の本部と相談してから返事します」と退散した。
後に彼らが無条件での面会を求めてきたため断ったところ、記者会見を開いて警察批判をぶち、軽井沢町内に宿泊して「連合赤軍銃撃戦断固支持。山狩警官ピストルで射殺を企む。威嚇でなくて本当だ。警視庁から狙撃班五十人を集めた」と書かれたビラを撒くなどの宣伝活動を行った。
他に、日本社会党所属の元代議士である高津正道が、3月1日に日比谷野外音楽堂で開かれたある集会において「連合赤軍はわずか5人で1400人の警官隊を相手によく戦った。今や社会主義運動は言葉だけでなくなった。私は50年もの間この日が来ることを首を長くして待っていた。これで革命も間もないことだろう」と演説を行い聴衆の大喝采を受けるなど、事件当時は連合赤軍を支持する者も一定数存在していた。
鉄球作戦
佐々淳行によると、当時テレビの前の視聴者の度肝を抜いた鉄球作戦は、実は東大安田講堂事件の時、当時警視庁警備第一課長として現場指揮担当であった佐々自身が提案したものが、後に浅間山荘で実施されたのだという。佐々は全共闘による建物上部からの抵抗から機動隊員を守り、かつ速やかに占拠された建物への突破口・進入路を安全に確保するために、安田講堂の正面入口を建物解体用のモンケン（クレーンなどで吊り下げた重い鉄球）で一気に破壊する、という正面突破作戦を具申したが、秦野章警視総監（当時）から却下された。その理由として、安田講堂は国の登録有形文化財第1号であり、安田財閥の創始者・安田善次郎からの寄付でもあるための配慮があったのではないか、としている。
加藤倫教はクレーン車が出現したときの心境について「山荘に入ったときから、『勝負にならない』と思ってはいたが、このクレーン車の出現にはまるで歯が立たないと絶望感を覚えた」と振り返っている。
なお近年のテレビ番組において、警察側に重機、鉄球クレーンを提供した機材会社、また実際にクレーン車を操縦した民間協力者が実名で報じられている。以前は報復を警戒して、テレビ番組では当事者が否定していた。だが、警察の努力により連合赤軍及びそのシンパが報復活動に出ることが不可能となった（要するに連合赤軍が壊滅した）ため、この状況を以って、当事者が実名で現れても報復の心配がなくなったことが証明されたといわれる。使用された鉄球は2018年時点において、長野市内の株式会社白田組に残されている。
生中継
1972年2月28日の突入作戦時にNHK・民放5社が犯人連行まで中継しているが、このうち、NHK・日本テレビ・TBS・フジテレビの中継映像がVTRで残っている。長野放送とフジテレビが、当時はまだ白黒用だった長野放送の中継車を通じて犯人連行の様子を高感度カメラで捉えることに成功。当時、報道に力を入れていなかったフジテレビはこれを機に報道に力を入れるようになった。また、暗視カメラとして白黒カメラが見直されるなど後のテレビ報道に影響を与えた。なおTBSとフジは事件最終日にはコマーシャルをすべてカットし、朝から晩まですべての時間を中継に充てている。
後方の治安
当時の長野県警察の定数2,350人中、あさま山荘事件と他メンバー潜伏の山狩りのために838人（定数の36%）を動員していた。そのため、事件が長期化するにつれて後方の治安が心配され、交通事故の増加や窃盗犯の増加が懸念された。しかし、事件の長期化とともに犯罪発生件数や交通事故は減少傾向を示していた。これは事件の放送が異常な高視聴率を示していたことから大勢の人間がテレビを視聴していたことになり、外出を控えて自動車の絶対量が減ったり、在宅率が増えて空き巣が入る対象の空き家が減ったり、犯罪者自身もテレビの事件報道を視聴している間は犯罪を犯さなかったためとされている。
警備心理
「警備心理学研究会」の宮城音弥東工大名誉教授・島田一男聖心女子大教授らが、現地に派遣された。両教授から「インフォメイション・ハングリー状態となっている隊員らに情報をこまめに伝達せよ」「明かりや音による陽動作戦で犯人たちを眠らせないようにせよ」などと警備本部幹部へ助言がなされた。
一方、高橋幹夫警察庁次長の肝いりでできた研究会の現場視察とあって張り切っていた科学捜査研究所の某技官が幹部らの面前でテレビ出演の段取りまで仕切りだし、憤慨した丸山昂参事官が富田朝彦警備局長に抗議電話を掛けた。
バラエティー番組への影響
タレントの萩本欽一はあさま山荘事件の生中継を見て、山荘の窓だけが映し出される映像が日本中の注目を浴びたことを知り、テレビで大事なのは「何かが起こる」という期待感であると感じ、以後予定調和を避け「何かが起こる」期待感を持たせる番組作りにつながった。

## 事件を扱った作品

### 小説
- 円地文子『食卓のない家』新潮社、1979年。
- 大江健三郎『河馬に嚙まれる』文藝春秋、1985年。 - 連合赤軍事件をモデルとした事件に関与した人物が主人公
- 立松和平『光の雨』新潮社、1998年。 - 山岳ベース事件を中心とした一連の連合赤軍事件をテーマとした小説。

### 漫画
- 山本直樹 『レッド』 / 『レッド 最後の60日 そしてあさま山荘へ』 / 『レッド最終章 あさま山荘の10日間』 講談社 2006年から2018年まで連載。

### 映画
『食卓のない家』
1985年。円地文子の同名小説の映画化。
『光の雨』
2001年。立松和平の同名小説の映画化。原作を劇中劇とする手法を用いている。
『突入せよ! あさま山荘事件』
2002年。佐々淳行の著書『連合赤軍「あさま山荘」事件』を原作とする。警察の当事者の佐々淳行、宇田川信一、後田成美がカメオ出演している。
『実録・連合赤軍 あさま山荘への道程』
2008年。『突入せよ! あさま山荘事件』を鑑賞した映画監督の若松孝二が、「連合赤軍側」の視点で制作したとされる。

### テレビ番組
『プロジェクトX〜挑戦者たち〜』「あさま山荘事件 衝撃の鉄球作戦」
2002年、NHK。1話完結ではなく前編と後編に分かれており、前編は突入までの9日間、後編は突入当日の1日を追っている。この番組は主観が警察でも連合赤軍でもなく、地元住民にある。同番組では2001年に放送されたカップヌードル誕生秘話の「魔法のラーメン・82億食の奇跡」においても、あさま山荘事件のエピソードが番組の最後に紹介された。
『アナザーストーリーズ 運命の分岐点』「あさま山荘事件 立てこもり10日間の真相」
2021年、NHK。『プロジェクトX』とは異なり、1話完結。警察・報道陣・犯人の3つの視点で進行する。
突入を指揮した機動隊隊長、現場から中継を続けたアナウンサー、そして山荘に立てこもった犯人の一人が明かす証言をもとに10日間のアナザーストーリーに迫る。

### 舞台
「〜あさま山荘事件〜『雪原を血にそめて』」
1997年銀座博品館劇場、及び2000年下北沢本多劇場。劇団 S.W.A.T!による舞台演劇。